# 肯尼迪鎮區 (北達科他州赫廷傑縣)
肯尼迪鎮區（英語：Kennedy Township）是位於美國北達科他州赫廷傑縣的一個鎮區。

## 地方資料
肯尼迪鎮區的面積為93.56平方千米，當中陸地面積為93.38平方千米，而水域面積為0.18平方千米。根據2020年美國人口普查的數據，當地共有人口37人，而人口密度為每平方千米0.4人。